# Saraevskij rajon
Il Saraevskij rajon (in russo Сараевский район?) è un rajon dell'Oblast' di Rjazan', nella Russia europea; il capoluogo è Sarai. Istituito nel 1973, ricopre una superficie di 2.117 chilometri quadrati ed ospita una popolazione di circa 20.000 abitanti.